# Family (canción)
«Family» es una canción interpretada por el dúo estadounidense The Chainsmokers y el productor noruego Kygo. Fue lanzado el 6 de diciembre de 2019 como el octavo sencillo del tercer álbum de estudio del dúo, World War Joy.

## Antecedentes
El 26 de noviembre de 2019, durante su gira World War Joy, el dúo anunció que su álbum se lanzaría el 6 de diciembre. Luego, la lista completa de canciones estuvo disponible en su tienda, revelando esta colaboración con el DJ noruego. Tres días después, DJ Mag anunció que se lanzaría como sencillo. El 3 de diciembre, The Chainsmokers publicó la versión de la canción en sus redes sociales.

## Video musical
El video musical es principalmente un montaje de videos de aficionados que se centran en el camarógrafo de The Chainsmokers, Rory Kramer, que detalla su carrera, un accidente automovilístico en el que tuvo y cómo su familia lo ayudó a recuperarse.

## Posicionamiento en listas
| Listas (2019-20)                                | Mejor posición |
| ----------------------------------------------- | -------------- |
| Bélgica Flandes (Ultratop 50 Singles)           | 2              |
| Eslovaquia (Singles Digitál Top 100)            | 91             |
| Estados Unidos (Hot Dance Club Songs)           | 45             |
| Estados Unidos (Hot Dance/Electronic Songs)     | 46             |
| Irlanda (IRMA)                                  | 64             |
| Noruega (VG-lista)                              | 31             |
| Nueva Zelanda (RMNZ)                            | 7              |
| Países Bajos Dutch Top 40 (Ultratop 50 Singles) | 25             |
| Países Bajos (Mega Single Top 100)              | 64             |
| República Checa (Rádio – Top 100)               | 68             |
| Suecia (Sverigetopplistan)                      | 60             |
| Suiza (Schweizer Hitparade)                     | 51             |

| Listas (2020)                               | Mejor posición |
| ------------------------------------------- | -------------- |
| Estados Unidos (Hot Dance/Electronic Songs) | 26             |